# Xerantheminae
Xerantheminae  Cass. ex Dumort., 1829  è una sottotribù di piante angiosperme dicotiledoni appartenenti alla famiglia delle Asteraceae. In precedenza questo gruppo era denominato provvisoriamente "Xeranthemum Group".

## Descrizione
Le specie di questo gruppo sono delle erbe annuali senza spine (Chardinia, Siebera e Xeranthemum), arbusti raramente nani (Amphoricarpos) oppure piante perenni eccezionalmente rizomatose (Shangwua).
La lamina delle foglie è sempre intera e vellutata nella parte abassiale.
Le infiorescenze sono composte da capolini scaposi generalmente eterogami (ad eccezione di Shangwua). I capolini contengono solo i fiori tubulosi. I capolini sono formati da un involucro a forma più o meno cilindrica composto brattee disposte su più serie all'interno delle quali un ricettacolo formato da larghe e squamose scaglie (o setole) fa da base ai fiori tutti tubulosi. Le squame dell'involucro, di tipo fogliaceo o membranoso, sono disposte in modo embricato. I fiori centrali sono discoidi; quelli periferici, con corolle corte e bilabiate, sono fertili (ermafroditi) o femminili.
I fiori sono tetra-ciclici (ossia sono presenti 4 verticilli: calice – corolla – androceo – gineceo) e pentameri (ogni verticillo ha 5 elementi). I fiori sono actinomorfi.
- Formula fiorale:

- /x K {\displaystyle \infty }, [C (5), A (5)], G 2 (infero), achenio

- Calice: i sepali del calice sono ridotti ad una coroncina di squame.
- Corolla: la corolla in genere è variamente colorata con corti lobi.
- Androceo: gli stami sono 5 con filamenti glabri, liberi e distinti, mentre le antere sono saldate in un manicotto (o tubo) circondante lo stilo. Le antere hanno delle brevi appendici laciniate.[9]
- Gineceo: lo stilo è filiforme;  gli stigmi dello stilo sono due divergenti. L'ovario è infero uniloculare formato da 2 carpelli.

Gli acheni sono spesso dimorfici: (1) pappo con setole lunghe e affusolate, (2) oppure con scaglie subulate (raramente è ridotto ad una coroncina di corte scaglie come in Chardinia). Il pericarpo dell'achenio possiede delle sclerificazioni radiali spesso provviste di protuberanze. Il pappo è inserito su una piastra apicale all'interno di una anello di tessuto parenchimatico.

## Biologia
- Impollinazione: l'impollinazione avviene tramite insetti (impollinazione entomogama tramite farfalle diurne e notturne).
- Riproduzione: la fecondazione avviene fondamentalmente tramite l'impollinazione dei fiori (vedi sopra).
- Dispersione: i semi (gli acheni) cadendo a terra sono successivamente dispersi soprattutto da insetti tipo formiche (disseminazione mirmecoria). In questo tipo di piante avviene anche un altro tipo di dispersione: zoocoria. Infatti le brattee dell'involucro possono agganciarsi ai peli degli animali di passaggio disperdendo così anche su lunghe distanze i semi della pianta.

## Distribuzione e habitat
La distribuzione di questo gruppo è compresa tra l'area del Mediterraneo e l'Asia orientale.

## Tassonomia
La famiglia di appartenenza di questa voce (Asteraceae o Compositae, nomen conservandum) probabilmente originaria del Sud America, è la più numerosa del mondo vegetale, comprende oltre 23.000 specie distribuite su 1.535 generi, oppure 22.750 specie e 1.530 generi secondo altre fonti (una delle checklist più aggiornata elenca fino a 1.679 generi). La famiglia attualmente (2021) è divisa in 16 sottofamiglie.
La tribù Cardueae (della sottofamiglia Carduoideae) a sua volta è suddivisa in 12 sottotribù (la sottotribù Xerantheminae è una di queste).
I numeri cromosomici delle specie di questo gruppo sono: 2n = 12 - 24.

### Filogenesi
Le specie di questa sottotribù in precedenti trattamenti erano descritte all'interno del gruppo informale (provvisorio da un punto di vista tassonomico) "Xeranthemum Group". In quelle trattazioni era compreso anche il genere Dipterocome, ora incluso nella sottotribù Dipterocominae. Attualmente la sottotribù Xerantheminae, comprendente 5 generi, è descritta all'interno tribù Cardueae dove occupa una posizione più o meno centrale tra le sottotribù Dipterocominae e Berardiinae. In particolare il genere Dipterocome con la presente sottotribù forma un "gruppo fratello".
Caratteri distintivi del gruppo. Le specie della sottotribù normalmente sono erbacee annuali senza spine e con foglie intere. Raramente sono presente arbusti perenni. Il ricettacolo è provvisto di scaglie allargate e scariose. I lobi delle corolle sono corti. I filamenti delle antere sono glabri, mentre le appendici delle antere sono corte e laciniate. Gli acheni sono dimorfici: (1) pappo con setole lunghe e affusolate, (2) oppure con scaglie subulate (raramente è ridotto ad una coroncina di corte scaglie come in Chardinia).
Elenco dei caratteri distintivi per ogni genere.
| Genere        | Habitus                   | Tipo capolino                       | Brattee involucrali                                 | Ricettacolo                                        | Code delle antere         | Rami dello stilo                           | Acheni                                   | Struttura del pappo                                            |
| ------------- | ------------------------- | ----------------------------------- | --------------------------------------------------- | -------------------------------------------------- | ------------------------- | ------------------------------------------ | ---------------------------------------- | -------------------------------------------------------------- |
| Shangwua      | Erbe o arbusti            | Omogamo                             | Ovate con bordi scariosi, lacerati e scuri          | Con lunghe palee subulate e uncinate               | Corte e indivise          | Corti, divergenti e acuti all'apice        | Glabri senza anello apicale              | Setole piumose uniseriali                                      |
| Amphoricarpos | Erbe perenni o subarbusti | Eterogamo (fiori esterni femminili) | Da ovato-lanceolate a obovate, scariose e mucronate | Con corte scaglie, scariose e apicalmente lacerate | Corte, laciniate o intere | Corti, divergenti e acuti all'apice        | Sericei                                  | Setole uniseriali, lisce alla base e scabre all'apice          |
| Xeranthemum   | Erbe annuali              | Eterogami (fiori esterni sterili)   | Scariose, quelle interne allungate e colorate       | Con lunghe squame scariose, lineari-lanceolate     | Corte, laciniate o intere | Molto corti, divergenti e ottusi all'apice | Sericei                                  | Squame scariose uniseriali, lisce alla base e scabre all'apice |
| Siebera       | Erbe annuali              | Eterogami (fiori esterni sterili)   | Scariose, quelle interne colorate e pungenti        | Con squame scariose                                | Corte, laciniate o intere | Molto corti, connati e ottusi all'apice    | Solcati e sericei                        | Squame scariose uniseriali, lisce alla base e scabre all'apice |
| Chardinia     | Erbe annuali              | Eterogami (fiori esterni femminili) | Scariose, da obovate a lanceolate                   | Con squame scariose da lanceolate a subulate       | Corte, laciniate o intere | Molto corti, divergenti e ottusi all'apice | Dimorfici, glabri o parzialmente sericei | Squame scariose uniseriali, lisce alla base e scabre all'apice |

Nell'ambito della sottotribù il genere Shangwua occupa una posizione "basale" (forma un "gruppo fratello" con il resto dei generi). L'età di divergenza della sottotribù può essere posizionata tra i 27 e i 21 milioni di anni fa nell'Oligocene superiore.
Il cladogramma seguente, tratto dallo studio citato e semplificato, mostra l'attuale conoscenza filogenetica del gruppo.
|  | Shangwua                                                      |
|  |                                                               |
|  | \| \| Xeranthemum \| \| \| \| \| \| Amphoricarpos \| \| \| \| |
|  |                                                               |
|  | Xeranthemum                                                   |
|  |                                                               |
|  | Amphoricarpos                                                 |
|  |                                                               |

|  | Xeranthemum   |
|  |               |
|  | Amphoricarpos |
|  |               |

### Elenco generi del gruppo
Il gruppo comprende 5 generi con 13 specie:
| Genere                                                       | N. specie                          | Distribuzione                         |
| ------------------------------------------------------------ | ---------------------------------- | ------------------------------------- |
| Amphoricarpos Vis., 1847                                     | 5 spp.                             | Penisola Balcanica, Turchia e Caucaso |
| Chardinia Desf., 1817                                        | 1 sp. (C. orientalis (L.) Kuntze ) | dalla Turchia al Pakistan             |
| Siebera J.Gay, 1827                                          | 2 spp.                             | dalla Turchia al Pakistan             |
| Xeranthemum L., 1753                                         | 4 spp.                             | Mediterraneo e Asia occidentale       |
| Shangwua Yu J.Wang, Raab-Straube, Susanna & J.Quan Liu, 2013 | 3 spp.                             | Dall'Afghanistan alla Cina.           |

### Flora spontanea italiana
Nella flora spontanea italiana di questa sottotribù solamente il genere Xeranthemum è presente con 3 specie:
- Xeranthemum annuum L., 1753
- Xeranthemum cylindraceum  Sm.
- Xeranthemum inapertum  (L.) Mill., 1768